# Mosquée d'Évry-Courcouronnes
La mosquée d'Évry-Courcouronnes est une mosquée française située dans la commune d’Évry-Courcouronnes à vingt-six kilomètres au sud-est de Paris.

## Histoire

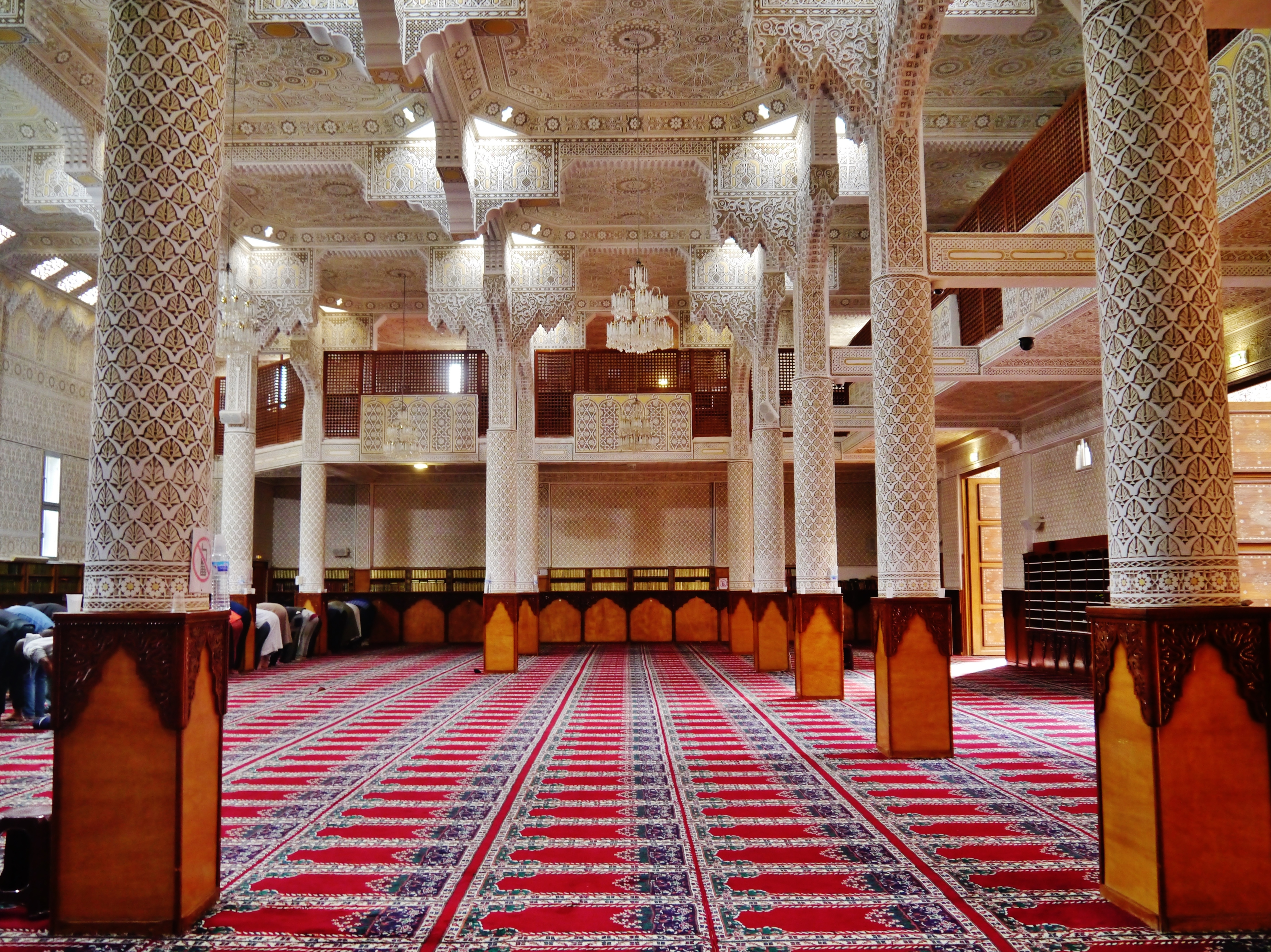
Salle de prière.

C'est au début des années 1980 qu'un processus de collecte fut mis en place pour financer le projet de mosquée à Évry. La modestie des fonds rassemblés entraîna une recherche de financement par les pays du Golfe. C'est l'intervention du cheikh saoudien Akram Aadja qui permet de réaliser le montage financier. Le permis de construire obtenu en 1984, la première pierre fut posée la même année, les travaux commencèrent en 1985. La décoration intérieure a, pour sa part, été financée par la Fondation Hassan II. Ouverte neuf ans plus tard en 1994, quelques mois avant la cathédrale de la Résurrection d'Évry, la mosquée est l'œuvre de l'architecte Henri Baudot qui a réalisé plusieurs édifices en Algérie et au Maroc,.
En 1996, un arrêté a agréé la mosquée en tant qu'organisme religieux habilitant des sacrificateurs autorisés à pratiquer le sacrifice rituel.
Le 24 novembre 2011, l'édifice a été labellisé « Patrimoine du XXe siècle ».

## Architecture
Gérée depuis 1994 par le recteur Khalil Merroun, la mosquée d'Évry-Courcouronnes est ouverte aux hommes comme aux femmes. Elle dispose d’un minaret de vingt-cinq mètres et d’un centre d’enseignement de l’Islam, avec neuf salles de cours d’une capacité de vingt-cinq élèves chacune. Elle dispose également de salles d'ablutions et est dotée d'un accès handicapés. Sa capacité d'accueil totale est de cinq mille personnes. Un centre culturel est associé à l'édifice.
Avec une superficie de sept mille mètres carrés, la mosquée d'Évry-Courcouronnes est une des plus grandes mosquées de France,. Elle est une des plus grandes mosquées d'Europe, dépassée seulement par quelques édifices comme la mosquée de Rome, la mosquée Baitul Futuh de Londres ou la mosquée-cathédrale de Moscou[réf. nécessaire].

## Le label halal de la mosquée
La mosquée d'Évry-Courcouronnes (Association culturelle des musulmans d'Île-de-France) délivre des certificats halal en adoptant le même cahier des charges de la Grande mosquée de Paris (électronarcose, assommage et viande séparée mécaniquement autorisés) mais elle n'exige pas que les contrôleurs soient présents sur la chaîne de production.